# Марцянна Форналска
Марцянна Форналска (на полски: Marcjanna Fornalska), е полски комунист и антифашист.

## Младост
Марцянна се ражда в семейство на средно заможни селяни. Още съвсем малка получава като подарък от баща си малка книжка. Сама се учи да чете. Книгите стават за нея безценни. Както е обичаят тогава, жени се за човек, когото не познава, доста по-възрастен от нея. Ражда шест деца: Франчишек (Франьо), Фелиция (Феля), Леон, Александер (Олес), Малгожата (Малгоша) и Станислав (Сташо). Семейството е изключително задружно. Посрещат заедно трудностите, които не са малко. Децата отрано помагат, кой както може. Марцянна, въпреки че е неука селянка, която почти до старостта си не е можела да пише, има една цел, за която жертва всичко: да изучи децата си. Различни идеи, породили се в семейството за изкарване на прехраната и подхващани с много ентусиазъм, претърпяват неуспех. Семейството затъва все повече. Продават земята си, по-късно остават без покрив и започват странствания от селище на селище, още повече че започва и Първата световна война. Често пъти най-важната грижа на майката и бащата е да намерят късче хляб, малко картофи или елдово брашно. Живеят в мизерни стаички, почти без мебели, но силният дух на Марцянна поддържа всички и ги подтиква да се образоват. Страстта на Франтишек са мелниците, които той поправя цял живот. Олес завършва тъкаческо училище, Фелиция се учи за медицинска сестра, а Сташо учи, въпреки че не му харесва, в Педагогическо училище. Мъка за Марцянна е, че поради липса на пари само Леон остава без образование. Малгоша се учи отлично. Първата световна война запраща много полски бежанци, сред които и семейство Форналски, в Русия, в Царицин. Там ги заварва и Октомврийската революция.

## Октомврийската революция 1917
Съвсем естествено революционните идеи за социална справедливост обхващат умовете на членовете на това бедно, но будно семейство. Избухва Октомврийската революция, 1917 г. Децата, които са все още при Марцянна, посещават събрания на болшевиките. Марцянна и Малгоша, още съвсем малка, постъпват в партията на болшевиките. Фелиция постъпва като медицинска сестра – фелдшер в Комунистическия батальон. Умира бащата от болести и недояждане. Въпреки всички трудности обаче децата са винаги весели и радостни. Олес и Малгоша, тогава шестнадесетгодишна, постъпват доброволци в Червената армия, но за кратко, защото излиза декрат младежите да се освободят от армията за да завършат образованието си. След нови премеждия семейството трябва да се премести в Саратов, където Феля и Малгоша са натоварени с поръчението да ръководят Полския детски дом на деца без родители. Феля е директорка, а Малгоша възпитателка. Майката помага във всичко и всеки се съветва с нея. По това време големите синове Франьо и Леон са в Полша.

## Партийни поръчения
В годините след Октомврийската революция, семейството успява да се завърне в Полша и се установява в село Жюлков, а по-късно в Люблин. Момичетата извършват нелегална работа към Полската комунистическа работническа партия.
Фелиция и Малгожата, се занимават с печатането и разпространението на позиви, а често майката ги пренася до Краков и Варшава. Но поради донос веднъж в стаичката им намират пакет с позиви и арестуват Марцянна. Малгоша успява да се изплъзне. Майката прекарва една година в затвора в Люблин, като през това време най-малкият Сташо, е оставен при роднини да пасе кравите. По-късно го вземат да го гледат добри Хора, братът Франьо и Феля се грижат за прехраната.
Междувременно Малгоша лежи във варшавския затвор, Олес работи нелегално във Варшава и Силезия.
За да избегнат преследванията Марцянна и Сташо минават нелегално границата и биват изпратени в Минск, столицата на Съветска Беларус. Марцянна първо е назначена като началник на склад в Полския детски дом, където се учи да пише с печатни букви, а по-късно става възпитателка там. Въпреки че няма никакво образование тя се справя много добре.
Сведенията за децата са, че Олес, с псевдоним Марек, и Малгоша са осъдени всеки по на четири години в различни затвори. Феля е пусната поради липса на доказателства. Леон работи като монтьор на повредени велосипеди към Колодрума в Минск, по-късно се грижи за партийни другари, преминали тайно границата с Беларус.
Малгоша е пусната от затвора, изпратена от партията в Москва, учи в педагогически институт „Крупская“. Франьо, Феля и Олес са в Полша.
Рядко Марцянна получава сведения за воите деца, но от време на време съдбата ѝ прави подарък. Например след четиригодишен затвор и операция се появява Олес. Майката вече живее в Москва.
Станислав, Сташо, е назначен на двадесет и две години за директор на училище, по-късно постъпва в Московския университет.

## Книгата на Марцянна „Спомени на една майка“
В личния живот на Малгоша настъпват промени. Тя се влюбва в революционера Ян Иванюк, с истинско име Болеслав Бейрут, с когото имат дъщеря Оля. За нея Марциана започва да пише спомени на осемдесетгодишна възраст, за да запази спомена за нейната майка, Малгоша. От тези спомени се ражда прекрасната книга на Марциана Форналска „Спомени на една майка“ (на полски: Pamiętnik matki). Марцянна пише спомените осем години, удряйки с един пръст по пишещата машина. Приятелката на Малгоша, Мария Руткевич, си спомня, че първоначалният ръкопис бил почти невъзможен за четене. Между думите липсвали паузи, правописът бил неразбираем. Мария Руткевич се заема с редакцията и настоява за издаването му като книга, свидетелство не само за едно семейство, а за цяла една епоха.
Междувременно, в годините преди 1935 семейството отново е разпръснато, като повечето от тях изпълняват партийни поръчения: Феля работи близо да китайската граница, Сташо е в Средна Азия на стаж, Леон е в Беларус, Олес и Франек са в Полша, Малгоша по партийно поръчение е някъде в неизвестност.
От време на време има и щастливи дни, когато децата се завръщат за малко. Феля работи в едно издателство. Александер, Олес, който е работил по партийно поръчение в Полша, е принуден да я напусне и се занимава с изнасяне на доклади. За кратко е следвал математика, а после медицина, после в „Ленинската школа“, но не може да учи повече, защото Партията го праща все някъде. След като Сташо завършва Педагогическото училище, а после Института по планиране, е призован за една година да отбие военната си служба.

## 1937 година
Настъпва може би най-тежката година в Живота на Марцянна Форналска. По това време тя е на шестдесет и седем години. Фелиция, Александер, Станислав и Леон, които дълги години работят за делото на революцията, са набедени, подобно на още хиляди в Съветския съюз, и арестувани. Момчетата така и не се завръщат. Революцията убива своите деца. През 1956 г. четиримата са реабилитирани.
Марциана никого не може да разбере напълно, защо се е случило това, но въпреки всичко остава вярна на комунистическата идея. Тя се посвещава на отглеждането на внучката си Оля.
В това време Малгожата се намира в затвор в Полша. Хитлеристите нападат Полша, върху затвора падат бомби, но политическите затворници са освободени едва след известно време. Малгожата първоначално не иска да напусне Варшава, защото не знае нищо за брат си Франек, най-после се присъединила към отиващите на Изток. Преминава границата и се установява в беларуския пограничен град Бялисток. Установяването на самоличностите на бежанците било трудоемка работа, затова тя прекарва там осем месеца, преди да се види с майка си. Успява да посети Москва, където живеят майка ѝ и Оля точно на петнадесети юни, рождения ден на дъщеря ѝ. По-късно Марцянна се мести в Бялисток, при дъщеря си, която работи в училище.

## 1941 година
Съветският съюз е нападнат и семейството напуска Бялисток. Известно време живеят в колхоз в село Ановка, където само жени и няколко по-възрастни мъже трябва да вършат цялата работа. Малгожата получава партийно поръчение и заминава. Заедно с други през юли-август, след премината военна подготовка тя е прехвърлена със самолет през фронта, групата се спуска с парашути и по-късно се включва в нелегалната борба. Тогава се създава и Полската работническа партия. Малгожата става член на Централния комитет на партията. Нейното нелегално име е Яся. Тя се занимава с набавянето на различни хитлеристки документи:паспорти, удостоверения, разрешения за преместване и др. По-късно, по партийно поръчение, застава начело на създадения през септември 1942 г. Комитет на националните пожертвувания, зает със събирането на помощи и пожертвувания за организирането на въоръжената борба с хитлеристите. На 14 ноември 1943 г. тя е заловена от гестапо, лежи в затвора „Павяк“ и е убита на двадесети шести юли 1944 г.
Брат ѝ Франек, когато научава за нейното залавяне се опитва да събера колкото пари може, с надеждата да ѝ помогне някак. Но с това той само привлича вниманието на фашистите, които го залавят, измъчват, за да признае нещо, държат го в лагера в Грос Росен и накрая го убиват с много други. Така Марциана губи още две свои деца. Оцелява бащата на Оля, който по-късно участва във възстановяването на Полша.
Марциана и внучката Оля накрая попадат в Детския дом в Иваново край Москва. Едва след няколко години, в края на войната, Марциана научава, че дъщеря ѝ Малгожата е работила в дълбока нелегалност в Полша и е убита. Също тогава научава и за съдбата на най-големия си син Франек.
Марцянна и Оля се завръщат първо в освободения Люблин, а по-късно се установяват във Варшава. Съдбата е оставила живо само едно дете на Марцянна: Фелиция.